# Edad del universo
La edad del universo, de acuerdo con la teoría del Big Bang (Gran Explosión), es el tiempo histórico del universo definido por su enfriamiento y expansión desde su densidad singular en la Gran Explosión. El consenso de los científicos contemporáneos es de unos 13 798 ± 37 millones de años, es decir que la edad del universo está comprendida entre 13 761 y 13 835 millones de años.
En la ciencia moderna el modelo más prudente (y ampliamente aceptado) de la formación del universo es la Gran Explosión. La teoría de la Gran Explosión no especula sobre qué puede haber existido «antes», incluso si esta pregunta tiene algún sentido. Sin embargo hay alternativas. En algunos modelos cosmológicos (como la teoría del estado estacionario o el universo estático) donde no hay Gran Explosión y el universo tiene edad infinita: sin embargo, los científicos contemporáneos consensúan que las pruebas observacionales irrefrenablemente apoyan la ocurrencia de una gran explosión. Hay también modelos cosmológicos (como el modelo cíclico) en el que el universo ha existido siempre pero ha sufrido una serie repetida de grandes explosiones y Big Crunches. Si estos modelos son correctos, entonces la edad del universo descrita en este artículo se puede tomar como el tiempo transcurrido desde la última Gran Explosión hasta el presente.
Hay siempre una ambigüedad en la relatividad especial y la relatividad general definiendo de forma precisa qué se entiende por tiempo entre dos eventos. En general, el tiempo propio medido por un reloj depende de su estado de movimiento. En la métrica FLRW generalmente se toma para describir el universo, la medida preferida de tiempo es la coordenada del tiempo ({\displaystyle t}) que aparece en la métrica.

## Edad basada en los resultados del WMAP
El proyecto WMAP de la NASA estimó la edad del universo en:
{\displaystyle {\boldsymbol {(13.7\pm 0.2)\times 10^{9}}}} años.
Esto es, el universo tiene unos 13 700 millones de años, con una incertidumbre de 200 millones de años. Sin embargo, esta edad está basada en la suposición de que el modelo utilizado en el proyecto es correcto; otros métodos de estimación de la edad del universo podrían dar edades diferentes.
Esta medida está realizada utilizando la localización del primer pico acústico en el espectro de potencia de la radiación de fondo de microondas para determinar el tamaño de la superficie desacople (tamaño del universo en el momento de la recombinación). El tiempo de viaje de la luz a esta superficie (dependiendo de la geometría utilizada) produce una edad fiable para el universo. Asumiendo la validez de los modelos utilizados para determinar esta edad, la precisión residual proporciona un margen de error cercano al 1 %.

## Edad como función de parámetros cosmológicos

La edad del universo puede determinarse midiendo la constante de Hubble actual y extrapolando hacia atrás en el tiempo con los valores observados de los parámetros de densidad. Antes del descubrimiento de la energía oscura, se creía que el universo era dominante en materia, que este gráfico se corresponde con. Nótese que la aceleración de la expansión del universo supone que la vida del universo es más larga, mientras que el Big Crunch de un posible universo cerrado llevaría a una edad más corta.

El problema de determinar la edad del universo está más cerca del problema de determinar los valores de los parámetros cosmológicos. Hoy esto está ampliamente superado en el contexto del modelo ΛCDM, donde se asume que el universo contiene materia normal (bariónica), materia oscura fría, radiación (fotones y neutrinos) y una constante cosmológica. La contribución fraccional de cada densidad de energía actual del universo viene dado por los parámetros de densidad {\displaystyle \Omega _{m}}, {\displaystyle \Omega _{r}} y {\displaystyle \Omega _{\Lambda }}. El modelo completo ΛCDM está descrito por otros parámetros, pero para el propósito del cálculo de la edad del universo, estos tres, junto con la constante de Hubble {\displaystyle H_{0}} son los más importantes.
Si una de las medidas de estos parámetros fuera exacta, entonces la edad del universo se podría determinar usando la ecuación de Friedmann. Esta ecuación relaciona la tasa de cambio en el factor de escala {\displaystyle a(t)} con la materia total del universo. Dando la vuelta a esta relación, podemos calcular el cambio en el tiempo por los cambios en el factor de escala y así calcular la edad total del universo integrando esta fórmula. La edad {\displaystyle t_{0}} está entonces dada por una expresión de la forma:
{\displaystyle t_{0}={\frac {1}{H_{0}}}F(\Omega _{r},\Omega _{m},\Omega _{\Lambda },\dots )}
donde la función {\displaystyle F()} depende solo de la contribución fraccional del contenido de la energía del universo que viene de varios componentes. La primera observación que uno puede hacer de esta fórmula es que es el parámetro Hubble el que controla la edad del universo, con una corrección procedente del contenido de materia y energía. Así se puede hacer una estimación aproximada de la edad del universo como el inverso del parámetro de Hubble,
{\displaystyle {\frac {1}{H_{0}}}=\left({\frac {H_{0}}{72\quad {\text{km/(s}}\cdot {\text{Mpc)}}}}\right)^{-1}\times 13.6\quad {\text{Gyr}}}

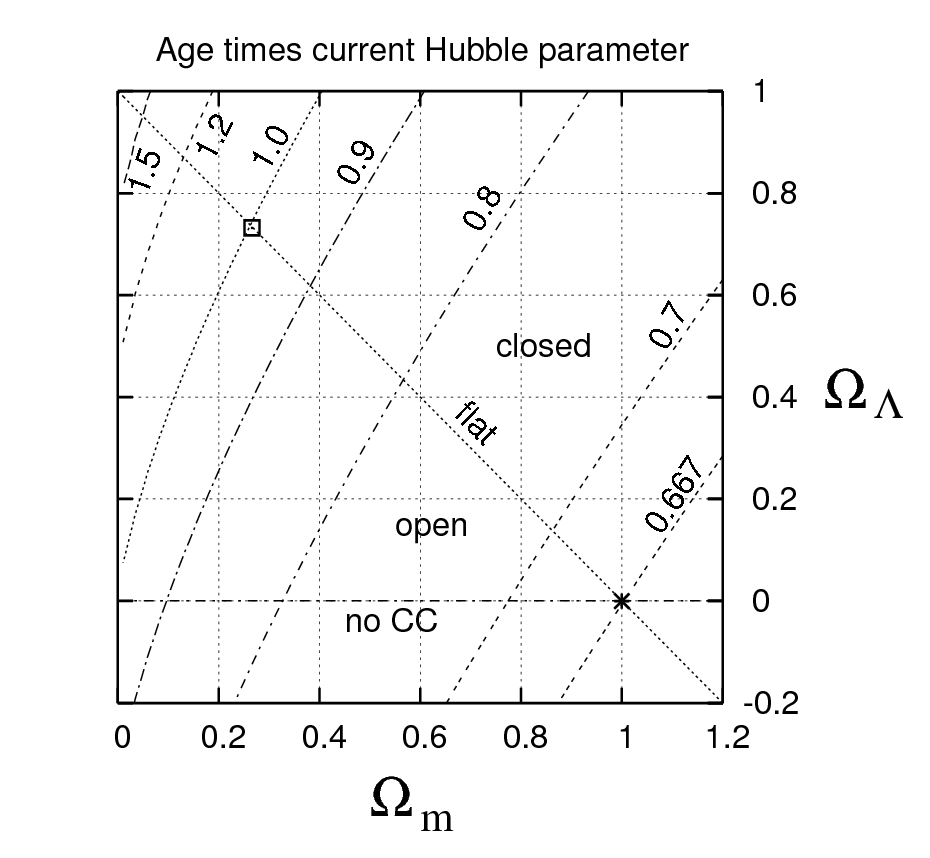
El valor del factor de corrección de la edad es mostrado como función de dos parámetros cosmológicos: la densidad de materia fraccional actual y la constante cosmológica de densidad. Los valores más exactos de estos parámetros se muestran en la caja de la parte superior izquierda, la materia dominante del universo se muestra con la estrella en la parte inferior derecha.

Para obtener un número más preciso, se tiene que calcular el factor de corrección {\displaystyle F()}. En general tiene que hacerse numéricamente y el resultado para un rango de parámetros cosmológicos se muestra en la figura. Para los valores WMAP ({\displaystyle \Omega _{m}}, {\displaystyle \Omega _{\Lambda }}) = (0.266, 0.732), mostrados en la caja de la parte superior izquierda de la figura, este factor de corrección es muy próximo a uno: {\displaystyle F=0.996}. Para un universo plano sin constante cosmológica, mostrado con la estrella en la esquina inferior derecha, {\displaystyle F=2/3} es mucho menor y así en universo es más joven para un valor fijo del parámetro de Hubble. Para hacer esta figura, {\displaystyle \Omega _{r}} es considerada como constante (grosso modo equivalente a mantener la temperatura del fondo de radiación de fondo de microondas constante) y el parámetro de densidad de curvatura está fijado por el valor de los otros tres.
El WMAP fue el instrumento utilizado para establecer una edad exacta del universo, aunque otras medidas tienen que ser tomadas en cuenta para obtener el número exacto. Las medidas del fondo de radiación de microondas son muy buenas para acotar la materia contenida {\displaystyle \Omega _{m}} y el parámetro de curvatura {\displaystyle \Omega _{k}}. No es tan sensible a {\displaystyle \Omega _{\Lambda }} directamente, parcialmente porque la constante cosmológica solo llega a ser importante en pequeños corrimientos al rojo. Las determinaciones más exactas del parámetro Hubble {\displaystyle H_{0}} vienen de las supernovas de tipo SNIa. Combinando estas medidas conducen a un valor generalmente aceptado para la edad del universo citado arriba.
La constante cosmológica hace que el universo «anciano» para valores fijos de otros parámetros. Esto es significativo, ya que la constante cosmológica está aceptada generalmente, el modelo de la Gran Explosión tendría dificultades explicando el por qué de los cúmulos globulares en la Vía Láctea parece estar lejos de la edad del universo calculada del parámetro Hubble y un universo de solo materia. Introduciendo la constante cosmológica permite al universo ser más viejo que estos cúmulos, así como explicar otras características que el modelo cósmológico de solo materia no puede.

## Edad basada en el ciclo CNO
Algunos estudios recientes de gran controversia demuestran que el ciclo CNO es dos veces más lento de lo que previamente se creía, llegando a la conclusión de que el universo podría ser mil millones de años más viejo (unos 15 000 millones de años) que las estimaciones anteriores.

## Fuertes suposiciones previas
El cálculo de la edad del universo es solo exacto si las suposiciones de los modelos utilizados son también exactas. Estas se conocen como suposiciones fuertes y esencialmente implica deshacer los errores potenciales en otras partes del modelo para obtener la exactitud de los datos observacionales actuales directamente en resultados concluidos. Aunque este no es un procedimiento totalmente válido en ciertos contextos, debería notarse que la advertencia, «basado en el hecho de asumir el modelo subyacente utilizado es correcto», entonces la edad dada es aproximada al error especificado (ya que este error representa el error del instrumental utilizado para formar la entrada de datos sin formato del modelo).
La edad del universo basada en el «mejor ajuste» a los datos WMAP es «solo» 13.4±0.3 Gyr (el número ligeramente superior de 13.7 incluye algunos otros datos mezclados). Este número representa la primera medida «directa» exacta de la edad del universo (otros métodos típicamente involucran la ley de Hubble y la edad de las estrellas más viejas en los cúmulos globulares, etc). Es posible utilizar métodos diferentes para determinar el mismo parámetro (en este caso, la edad del universo) y llegar a respuestas diferentes sin solapamiento en los «errores». Para abordar el problema de la mejor manera posible, es común mostrar dos conjuntos de incertidumbres: una relacionada con las medidas actuales y la otra con los errores sistemáticos del modelo que se está usando.
Un componente importante para el análisis de datos utilizado para determinar la edad del universo (p. ej. desde el WMAP) es por tanto es utilizar un análisis bayesiano, que normalizaba el resultado basado en suposiciones (p.ej. modelo). Esto cuantifica cualquier incertidumbre en la precisión de una medida debido al modelo utilizado.